# 半透明反光鏡

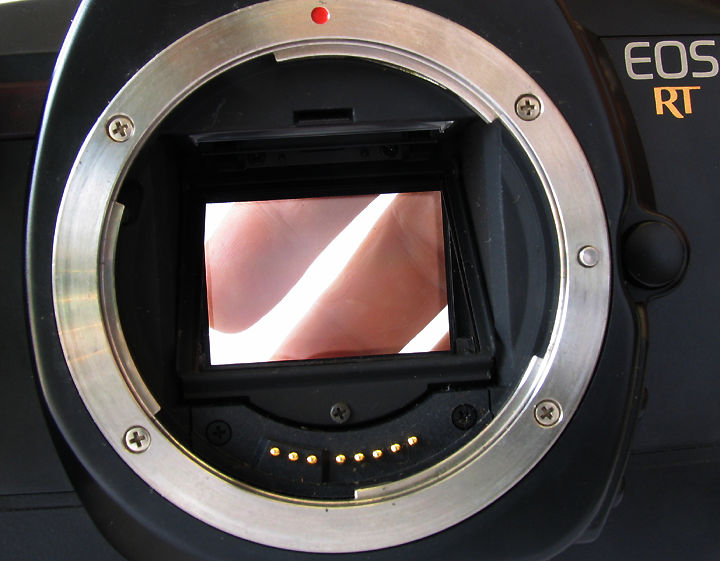
Canon EOS RT中的半透镜

半透明反光镜（Pellicle Mirror，或简称半透镜）是一种轻薄半透的光学材料，用于将一束光线分为两道独立的光束，属于分光镜的一种特例。其可以安装在单反相机中，取代原本的反光镜且不进行动作而获得额外的拍摄优势。
因为这类材料十分轻薄，也被称作半透膜。

## 概述
单反相机设计中，为了消除旁轴取景视差，达到“所见即所得”效果而设置了反光镜，将镜后光束反射到取景器总成中；拍摄时，反光镜抬起，光线直接汇聚到胶片平面（或传感器平面）；曝光完成后，反光镜降下，方可继续取景以进行下一张拍摄待机。
半透明反光镜应用于单反相机中取代反光镜，镜后光束可以在分光后直达取景去与胶平面。这样的设计一开始用于减小反光镜作动带来的机震，后来则在各类高速拍摄用相机中应用，因为固定式设计不需要等待反光镜还原动作的时间而可以直接连续拍摄。

## 历史
最早应用该技术的机型为佳能Pellix，于1965年发布；其目的为实现镜后测光（TTL），因为稍早的1963年，日本 Tokyo Kogaku KK 公司发布了实现该功能的Topcon RE Super机型。为此，佳能Pellix在半透膜后安放了CdS元件感测光线。PELLIX上的半透膜为厚约0.02mm的Mylar材质软片，约2/3的光线通过半透膜，而其余则反射到取景器中
小修小补的PELLIX QL之后，下一台半透明反光镜机型为佳能 F-1 High Speed，目标定位在1972年奥运会档期的高速相机，因为固定式半透膜设计连拍时不会有取景中断（英文作blackout），所以在高速拍摄中十分有用。1984年的 New F-1 High Speed 也是基于相同理由，而此时连拍速度也来到了14张/秒。
尼康公司的 F2H 则在1976年登场，相比普通的F2机型，没有了T，B与1/2000秒档位，也不具备可更换的Type B对焦屏。
进入了自动对焦时代，佳能推出了EOS RT与ROS-1N RS，RT为基于EOS 600/630机身的改型，而1N RS则是从顶级机型1N变化而来。

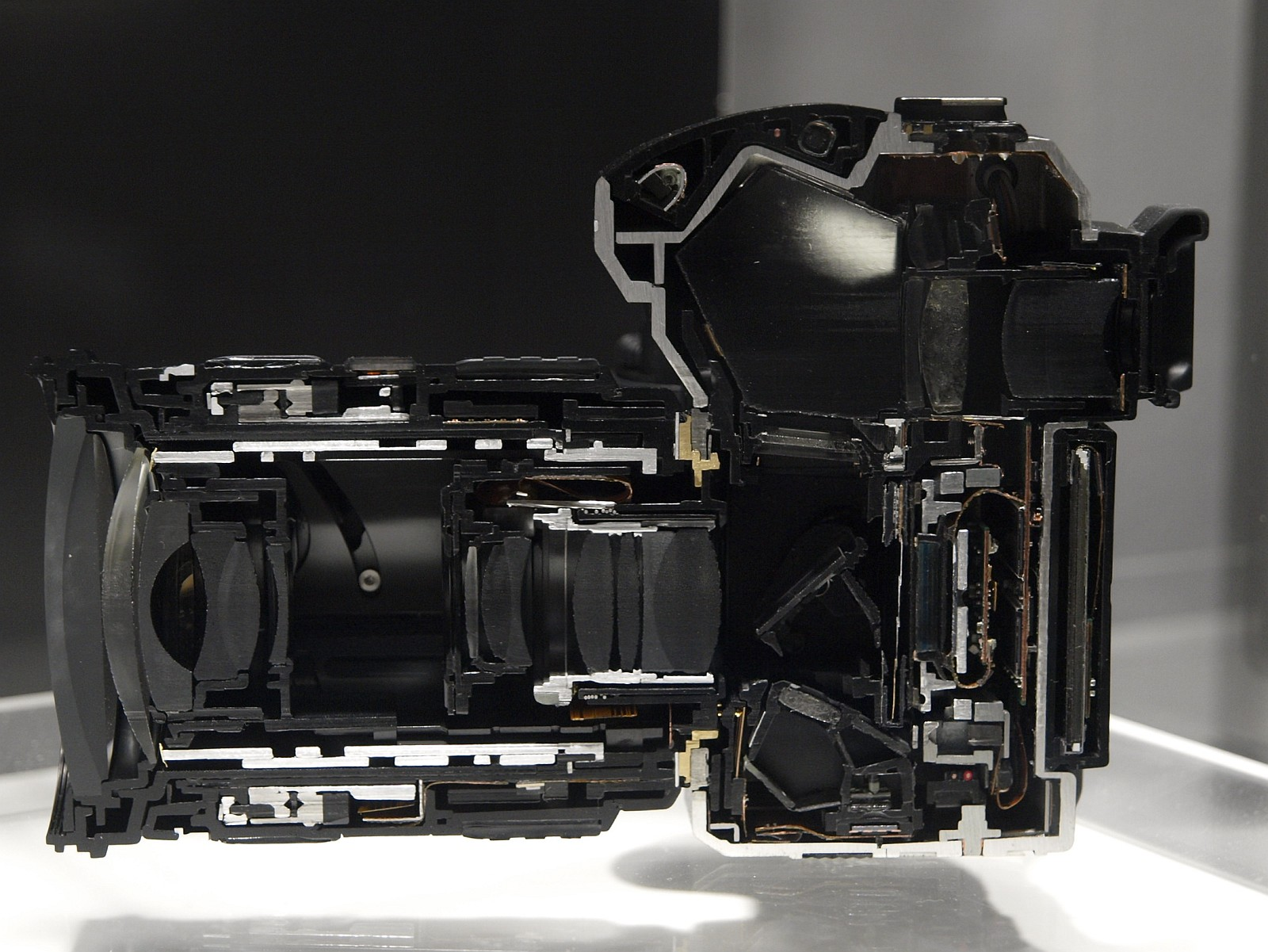
奥林巴斯E-3的侧剖图，主反光镜后有副反光镜结构

早期固定式半透膜的发展也促进了反光镜的演进，今天的单反相机需要将镜后光线分作镜后测光、自动对焦与取景用途，主反光镜已经为半透明材质，且其后还安排了副反光镜。而反光镜的结构也进行了加强，一些旗舰机型可以在反光镜作动下进行10张/秒的连续拍摄。

### 索尼SLT机型
数码时代，越来越多的用户对单反类型相机的实时取景功能提出了要求。奥林巴斯曾经在2006年于E-330上使用取景器总成内的分光镜实现了取景与高速相位对焦，索尼公司稍后在2008年的α300/α350上也尝试过副传感器进行Live View。而2010年，索尼推出了以α33/α55为代表的SLT机型（Single-Lens Translucent），其使用名为Translucent Mirror Technology的半透膜技术，实现了透过半透膜的光线在主传感器进行取景，反射光线用于自动对焦。
而在2012年推出的α99上，主传感器上也内嵌了相位对焦点，可以与原本的AF传感器一同实现混合对焦；2014年推出的α77 MarkII还额外搭载了4D对焦技术。

## 半透明反光镜机型
- Canon PELLIX[3]，1965
- Canon PELLIX QL[4]，1966
- Canon F-1 HS[5]，1972
- Canon New F-1 HS[6]，1984
- Canon EOS RT[7]，1989
- Canon EOS-1N RS[8]，1995
- Nikon F2 High Speed，1976
- Nikon F3 High Speed，1998
- 索尼SLT机型